# سبوی نیایش

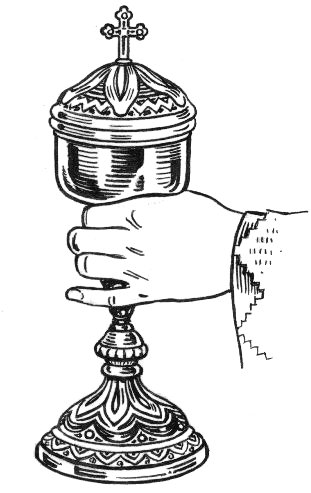
سبوی نیایش.

سبوی نیایش (به لاتین: ciborium) ظرفی معمولاً فلزی است که برای نگهداشتن نان مقدس جهت استفاده در مراسم عشای ربانی به‌کار می‌رود.
سبوهای نیایش، برخلاف جام باده مقدس درپوش هم دارد که بر روی این درپوش گاه صلیبی عمودی نیز متصل می‌شود.
بر روی سبوهای نیایشی که حاوی نان مقدس باشند معمولاً پارچه‌ای به نام سبوپوش (به لاتین: Ciborievelum) قرار می‌دهند و آن را در محراب نان نگهداری می‌کنند.
سطح داخلی سبوهای نیایش را معمولاً همیشه طلاکاری می‌کنند. این کار از سوی انجمن دوم واتیکان اجباری شده‌بود اما امروزه این طلاکاری بنا بر عادت انجام می‌شود.

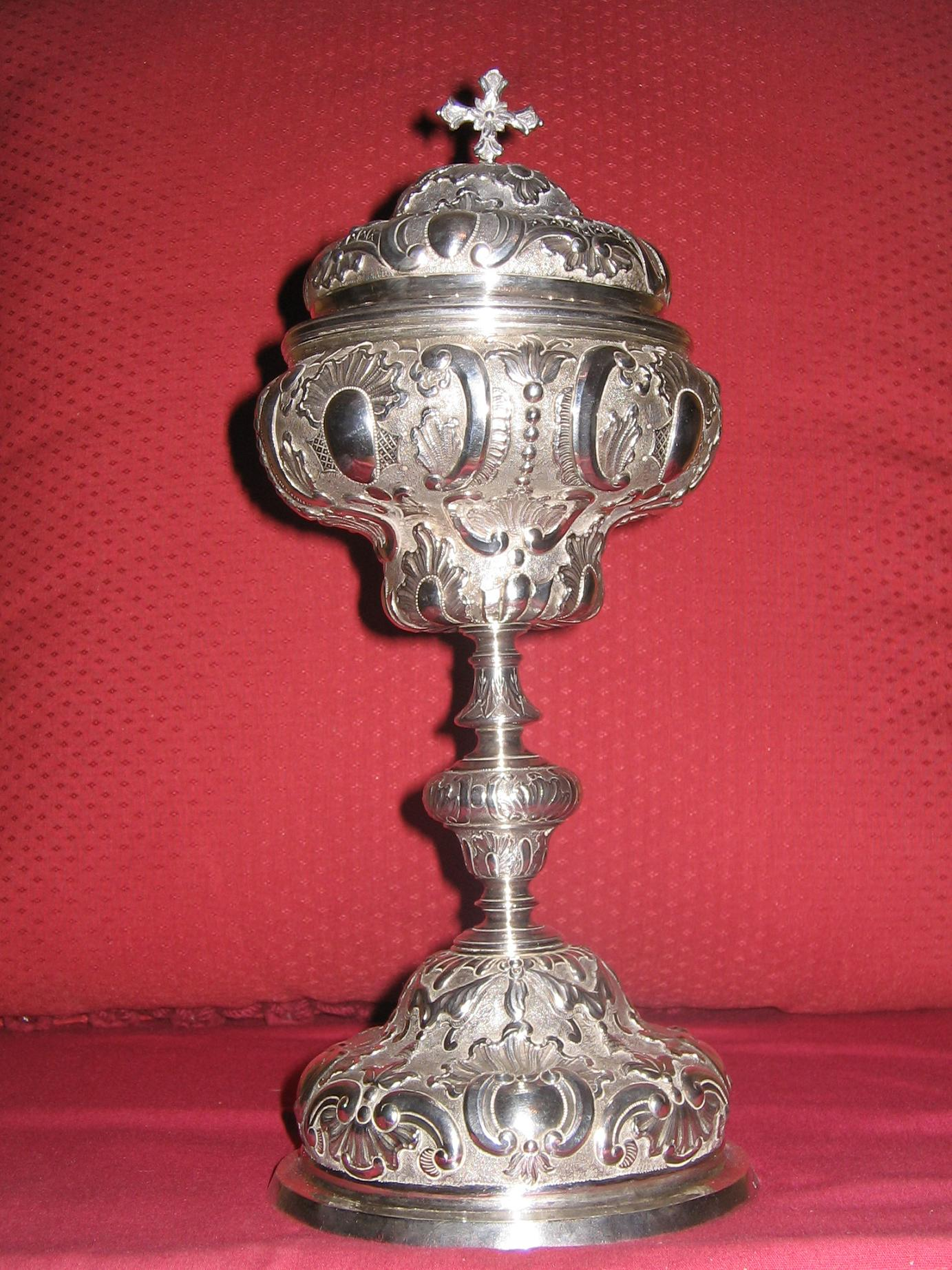
سبوی نقره‌ای نیایش در سبک باروک، کلیسای سنت پتر، آیربه، اسپانیا، سده هیجدهم.
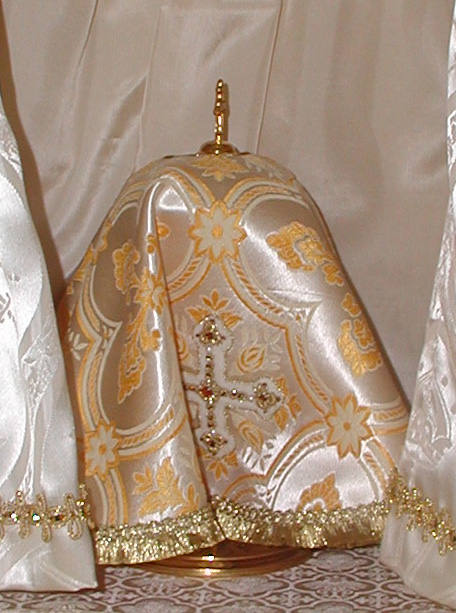
سبوی نیایش با سبوپوش.